# Skimmien
Die Skimmien (Skimmia) sind eine Pflanzengattung in der Familie der Rautengewächse (Rutaceae). Die vier bis acht Arten gedeihen in den warm-gemäßigten Gebieten Asiens in Bergwäldern an lichtschattigen und kühlen Standorten mit hoher Boden- und Luftfeuchtigkeit. Sie sind im Himalaya, östlichen Asien, Japan und auf den Philippinen verbreitet. Die wohl bekannteste Art der Gattung ist Skimmia japonica; von ihr gibt es einige Zuchtformen, die als Zierpflanzen verwendet werden.

## Beschreibung

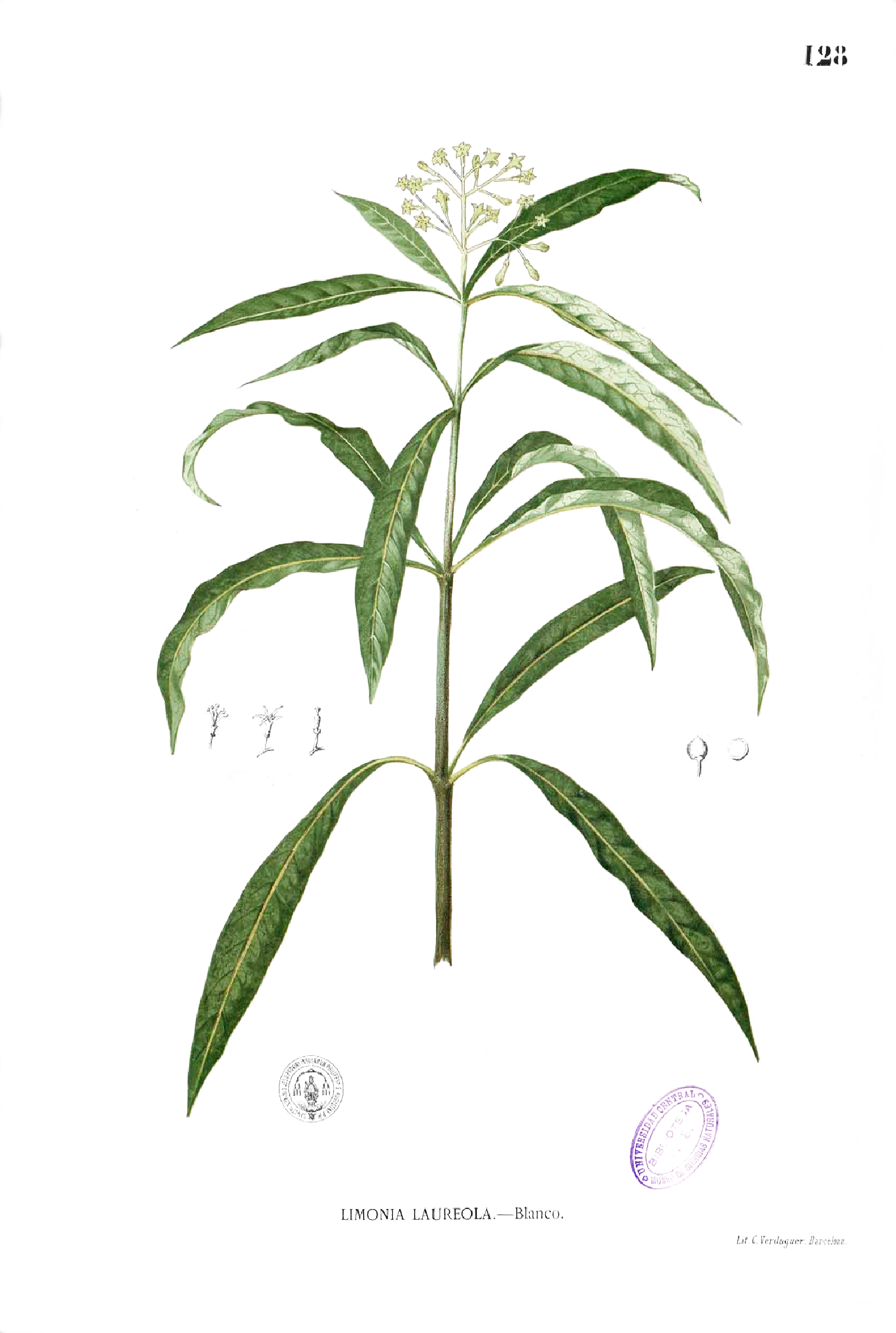
Illustration von Skimmia laureola

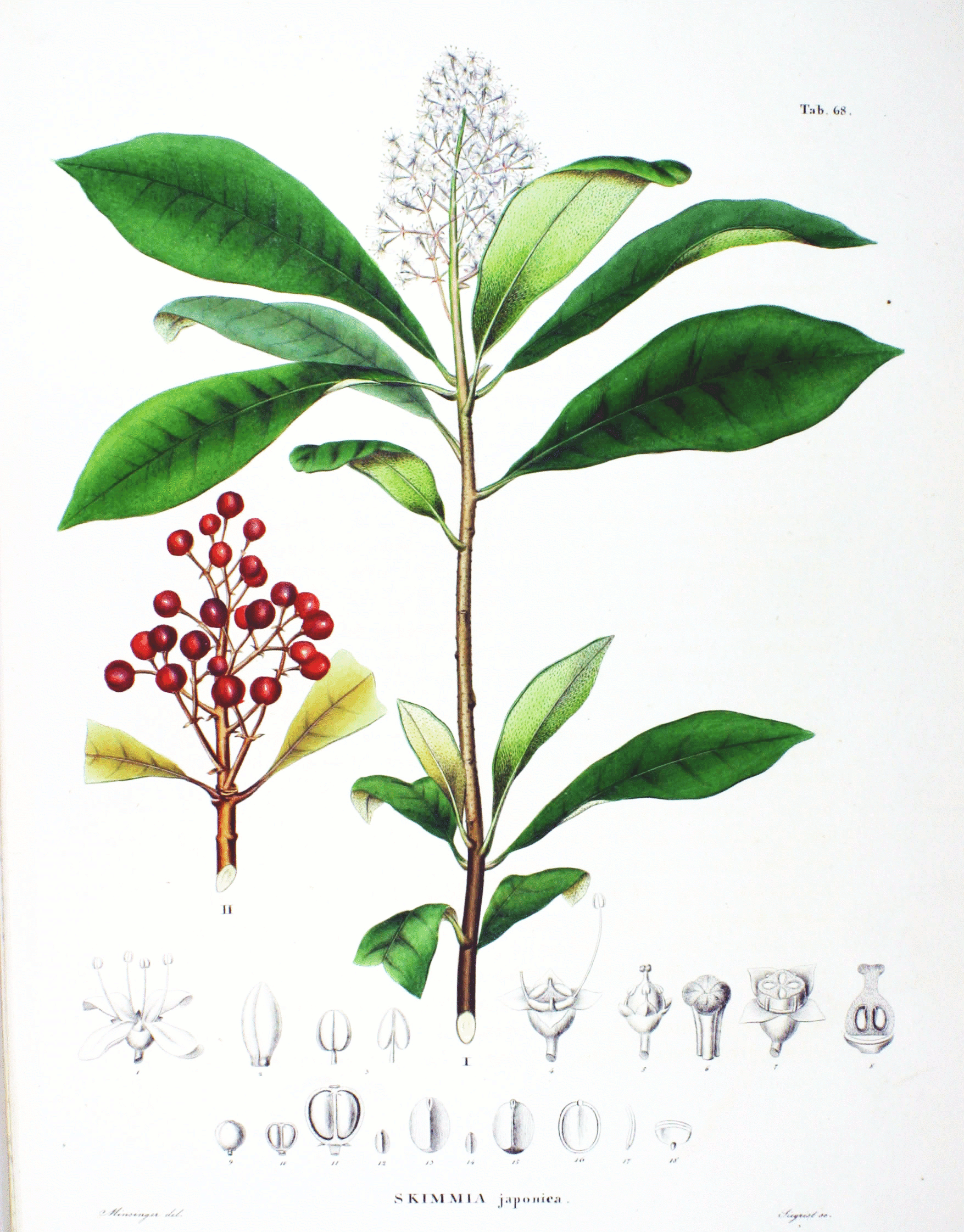
Illustration von Skimmia japonica

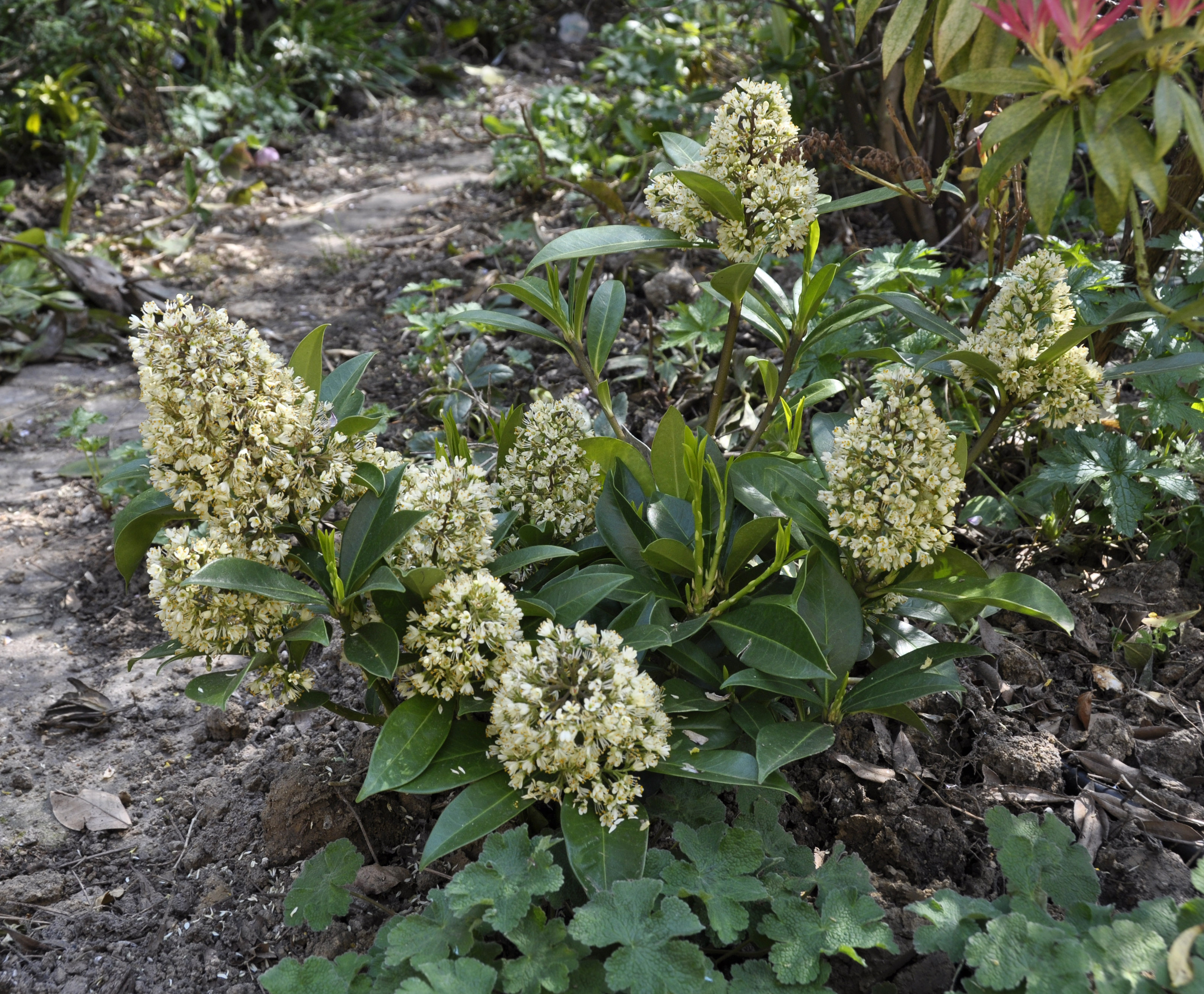
Habitus, Laubblätter und Blütenstände von Skimmia ×confusa

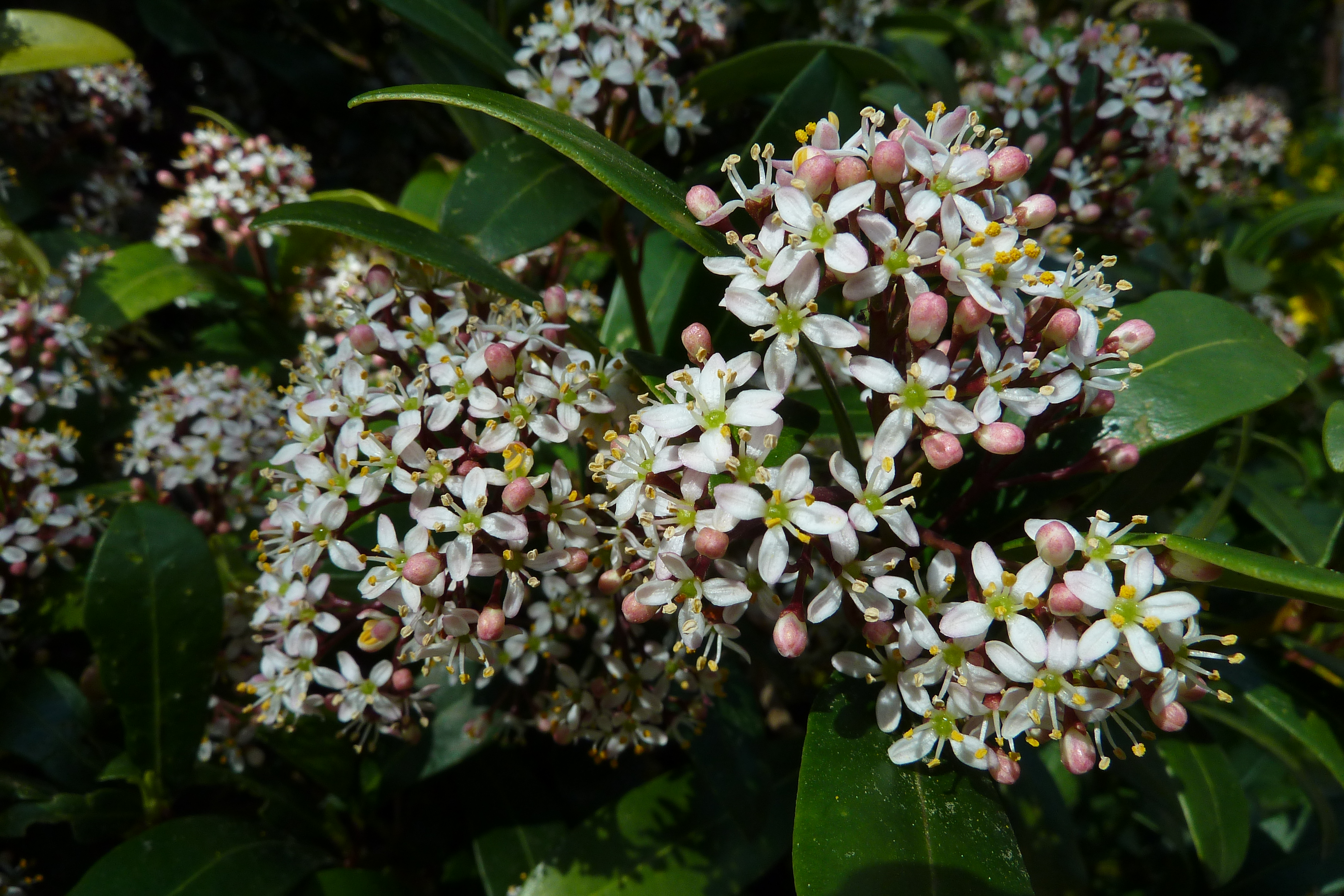
Blütenstände von Skimmia japonica

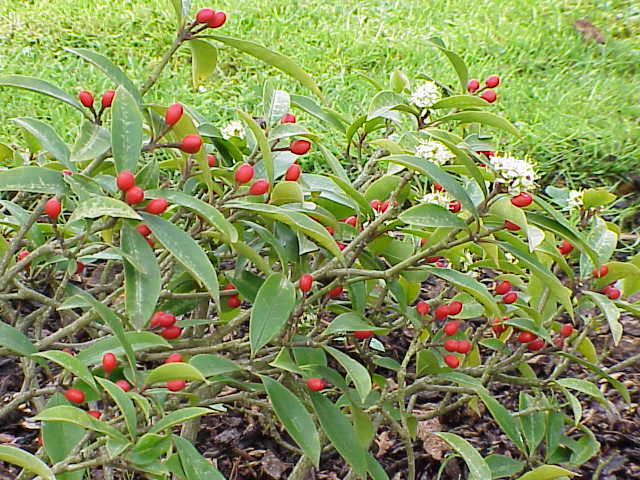
Habitus, Laubblätter, Blütenstände und Früchte von Skimmia reevesiana

### Erscheinungsbild und Laubblätter
Skimmia-Arten sind immergrüne Sträucher oder kleine Bäume. Die wechselständigen, gestielten, einfachen, ledrigen Laubblätter besitzen glatte Ränder.

### Blütenstände und Blüten
Skimmia-Arten sind zweihäusig getrenntgeschlechtig (diözisch). An einer Pflanze sitzen in endständigen, thyrsenförmigen Blütenständen viele jeweils nur weibliche oder männliche Blüten zusammen.
Die kleinen, eingeschlechtigen oder manchmal zwittrigen Blüten weisen einen Durchmesser von 6 bis 15 Millimetern auf und sind meist vier- oder fünfzählig mit doppelter Blütenhülle. Die meist vier oder fünf (drei bis sieben) Kelchblätter sind höchstens an ihrer Basis kurz verwachsen. Die meist vier oder fünf (drei bis sieben) Kronblätter sind frei. In den männlichen Blüten sind meist vier oder fünf (drei bis sieben) freie Staubblätter und ein rudimentäres Gynoeceum vorhanden. Es ist ein Diskus vorhanden. In weiblichen Blüten sind zwei bis fünf Fruchtblätter zu einem oberständigen, zwei- bis fünfkammerigen Fruchtknoten verwachsen. In jeder Fruchtknotenkammer ist nur eine Samenanlage vorhanden, selten sind es zwei. Der Griffel ist kurz bis mehr oder weniger so lang wie der Fruchtknoten. Es können Staminodien vorkommen.

### Früchte und Samen
Die bei Reife roten bis schwarzen steinfruchtähnlichen, fleischigen Beeren besitzen einen Durchmesser von 6 bis 12 Millimetern und enthalten ein bis fünf einsamige ledrige Kammern. Die eiförmigen bis ellipsoiden Samen besitzen eine häutige Samenschale und enthalten reichlich Endosperm sowie einen geraden Embryo mit zwei länglichen bis fast kreisförmigen, abgeflachten Keimblättern (Kotyledonen).

## Inhaltsstoffe und Verwendung in der Küche
Alle Pflanzenteile sind schwach giftig. Skimmien enthalten Alkaloide. In den holzigen Pflanzenteilen ist Skimmin enthalten und die Blätter enthalten Sosolin, Dictamnin, Skimmianin, Edulin und Platydosmin.
Trotzdem werden zum Beispiel die Blätter von Skimmia laureola gekocht gegessen oder als Gewürz verwendet.

## Systematik
Die Gattung Skimmia wurde 1783 durch Carl Peter Thunberg mit der Typusart Skimmia japonica Thunb. in Nova Genera Plantarum, S. 58 aufgestellt. Ein Synonym für Skimmia Thunb. ist Laureola M.Roem. Die Gattung Skimmia gehört zur Unterfamilie Toddalioideae in der Familie der Rutaceae.
Es gibt nur vier bis acht Skimmia-Arten:
- Skimmia anquetilia N.P.Taylor & Airy Shaw: Die Heimat ist der westliche Himalaja bis Afghanistan und bis Nepal.[3] Sie ist ein bis 2 Meter hoher Strauch.
- Skimmia arborescens T.Anderson ex Gamble (Syn.: Skimmia wallichii Hook. f. & Thomson ex Gamble): Heimat östlicher Himalaja bis nach Indochina und China. Sie ist ein Strauch oder kleinerer Baum bis 15 m Wuchshöhe.
- Skimmia ×confusa N.P.Taylor (= Skimmia anquetilia × Skimmia japonica)
- Skimmia ×foremanii H.Knight (= Skimmia japonica × Skimmia reevesiana, Syn.: Skimmia ×foremanii var. rogersii (Mast.) Rehder, Skimmia rogersii Mast.)
- Skimmia japonica Thunb. (Syn.: Skimmia oblata T.Moore, Skimmia fragans Carr.): Heimat Japan, Korea und China, Taiwan, dem fernöstlichen Russland und auf den Philippinen.[3] Sie ist ein Strauch mit Wuchshöhen von bis 7 Metern. Die Blüten riechen süßlich (siehe Syn. Skimmia fragrans von fragrans = duftend). Mit folgenden Varietäten:
  - Skimmia japonica var. intermedia Komatsu (Syn.: Skimmia japonica f. repens (Nakai) H.Hara, Skimmia repens Nakai)
  - Skimmia japonica var. veitchii (Carr.) Rehder (Syn.: Skimmia oblata var. veitchii (Carr.) Carr., Skimmia veitchii Carrière)
- Skimmia laureola (DC.) Sieb. & Zucc. ex Walp. (Limonia laureola DC., Skimmia melanocarpa Rehder & E.H.Wilson): Sie kommt vor von Nepal, Bhutan und Indien bis Tibet.[3] Sie ist ein Strauch oder kleinerer Baum bis 13 Metern Wuchshöhe.
- Skimmia reevesiana Fortune (Syn.: Skimmia japonica subsp. reevesiana (Fortune) N.P.Taylor & Airy Shaw, Skimmia fortunei Mast., Skimmia fortunei var. rubella (Carr.) Rehder, Skimmia intermedia Carr., Skimmia reevesiana f. rubella (Carr.) Rehder, Skimmia rubella Carr.): Sie kommt von in China, Taiwan, Myanmar, Vietnam und den Philippinen.[3]